# بروني (بافيا)
بروني (بالإيطالية: Broni)‏ هي بلدة تقع في مقاطعة بافيا بإقليم لومبارديا في شمال إيطاليا. تبلغ مساحة هذه المدينة 20.9 (كم²)، وترتفع عن سطح البحر 88 م، بلغ عدد سكانها 9279 نسمة في عام 2004 حسب إحصاء المعهد الوطني للإحصاء.

## السكان
في سنة 1861 بلغ عدد السكان 5٬674 نسمة، وتطور العدد ليصل في سنة 2011 لـ 9٬073 نسمة.
يظهر هذا المخطط البياني تطور النمو السكاني لـ بروني (بافيا)

## توأمة
لبروني (بافيا) اتفاقيات توأمة مع:
- فرارة

## أعلام
- سيموني فيردي
- ماورو بويرشيو
- ماثيو كولومبي

## وصلات خارجية
- الموقع الرسمي